# Levala (Rakvere)
Levala  est un village estonien appartenant à la commune de Rakvere dans le Virumaa occidental. Au 1er janvier 2010, il compte 144 habitants. 